# Kiyoshirō Tsuboi
Kiyoshirō Tsuboi (japanisch 坪井 清志郎 Tsuboi Kiyoshirō; * 1. Februar 2000 in der Präfektur Toyama) ist ein japanischer Fußballspieler.

## Karriere
Tsuboi erlernte das Fußballspielen in der Schulmannschaft der Toyama Daiichi High School. Seinen ersten Vertrag unterschrieb er 2018 bei Tokushima Vortis. Der Verein spielte in der zweithöchsten Liga des Landes, der J2 League. 2019 wurde er an den Drittligisten Blaublitz Akita ausgeliehen. Für den Verein aus Akita spielte er siebenmal in der dritten Liga. Die Saison 2020 spielte er auf Leihbasis beim Viertligisten Kōchi United SC in Kōchi. Albirex Niigata (Singapur), ein Ableger des japanischen Zweitligisten Albirex Niigata, der in der höchsten singapurischen Liga, der Singapore Premier League, spielt, lieh ihn die Saison 2021 aus. Hier schoss er 15 Tore in 13 Erstligaspielen. Ende Januar kehrte er nach Tokushima zurück.